# 斯莫什河

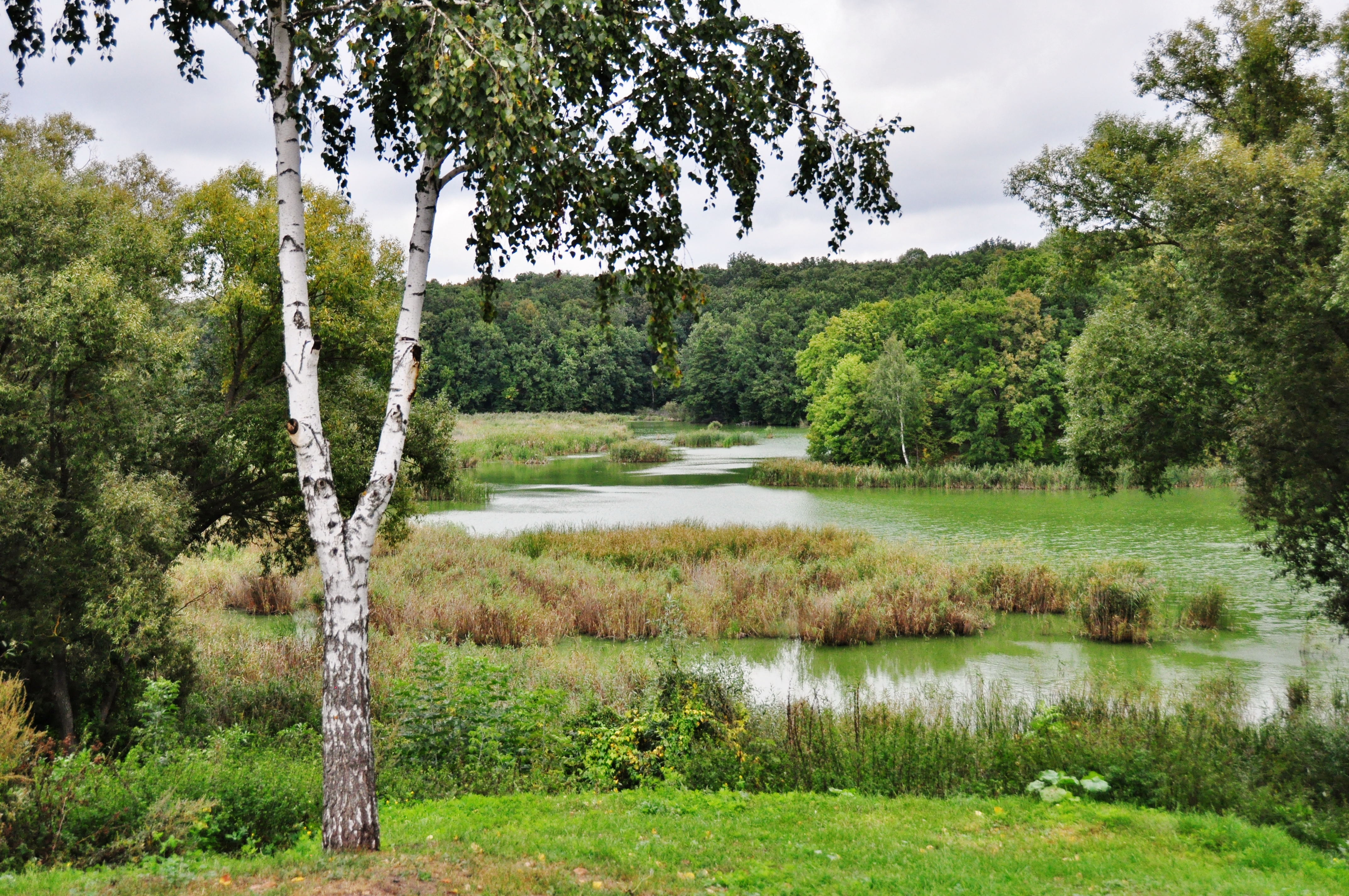

斯莫什河（烏克蘭語：Смош），是烏克蘭的河流，位於該國北部切爾尼戈夫州，屬於烏代河的支流，發源自帕拉菲伊夫卡北部，河道全長35公里，流域面積557平方公里。